# Gira Munay
Gira Munay es el nombre de la nueva gira de conciertos de la cantante Vanesa Martín, enmarcado dentro de la promoción su nuevo disco Munay.

## Repertorio
1. Intro Gira Munay
2. Nunca me conoció
3. Frenar enero
4. La piel
5. Inmunes
6. Si me olvidas + Si pasa o no + Trampas + Arráncame + Polvo de mariposas
7. Que se entere Madrid
8. Sucederá
9. Ya
10. No te pude retener
11. Porque queramos vernos
12. Descubrí
13. Sintiéndonos + Ropa desordenada + Aún no te has ido
14. Hablarán de ti y de mí
15. Te has perdido quién soy
16. Después de soltarnos
17. 9 días
18. Sin saber por qué
19. Enhorabuena
20. Hábito de ti
21. Complicidad

por motivos ]
Personales

## Fechas
| Fecha                    | Ciudad                   | País      | Recinto                                  |
| ------------------------ | ------------------------ | --------- | ---------------------------------------- |
| 24 de febrero de 2017    | Málaga                   | España    | Palacio de Deportes Martín Carpena       |
| 25 de febrero de 2017    | Roquetas de Mar          | España    | Teatro Auditorio de Roquetas de Mar      |
| 10 de marzo de 2017      | León                     | España    | Auditorio Ciudad de León                 |
| 11 de marzo de 2017      | Gijón                    | España    | Teatro Jovellanos                        |
| 17 de marzo de 2017      | Las Palmas               | España    | Gran Canaria Arena                       |
| 18 de marzo de 2017      | Puerto del Rosario       | España    | Palacio de Formación y Congresos         |
| 22 de marzo de 2017      | Murcia                   | España    | Auditorio Víctor Villegas                |
| 29 de marzo de 2017      | Santiago                 | Chile     | Teatro Nescafé de las Artes              |
| 30 de marzo de 2017      | Mendoza                  | Argentina | Cine Teatro Plaza                        |
| 1 de abril de 2017       | Córdoba                  | Argentina | Quality Espacio                          |
| 6 de abril de 2017       | Montevideo               | Uruguay   | La Trastienda Samsung                    |
| 7 de abril de 2017       | Rosario                  | Argentina | Teatro Municipal La Comedia              |
| 8 de abril de 2017       | Buenos Aires             | Argentina | Teatro Ópera Allianz                     |
| 20 de abril de 2017      | Ciudad de México         | México    | Lunario del Auditorio Nacional           |
| 21 de abril de 2017      | Ciudad de México         | México    | Lunario del Auditorio Nacional           |
| 23 de abril de 2017      | Bogotá                   | Colombia  | Sutton Club Bogotá                       |
| 5 de mayo de 2017        | Cádiz                    | España    | Gran Teatro Falla                        |
| 6 de mayo de 2017        | Cádiz                    | España    | Gran Teatro Falla                        |
| 7 de mayo de 2017        | Cádiz                    | España    | Gran Teatro Falla                        |
| 15 de mayo de 2017       | Barcelona                | España    | Gran Teatro del Liceo                    |
| 21 de mayo de 2017       | Valladolid               | España    | Auditorio del C. Cultural Miguel Delibes |
| 26 de mayo de 2017       | Valencia                 | España    | Palau de les Arts Reina Sofía            |
| 27 de mayo de 2017       | Zaragoza                 | España    | Sala Mozart del Auditorio de Zaragoza    |
| 3 de junio de 2017       | Castellón                | España    | Palau de la Festa                        |
| 9 de junio de 2017       | Granada                  | España    | Palacio Municipal de Deportes            |
| 10 de junio de 2017      | Bilbao                   | España    | Palacio Euskalduna                       |
| 16 de junio de 2017      | Sevilla                  | España    | Auditorio Municipal Rocío Jurado         |
| 17 de junio de 2017      | Sevilla                  | España    | Auditorio Municipal Rocío Jurado         |
| 21 de junio de 2017      | Lanzarote                | España    | Auditorio de Jameos del Agua             |
| 22 de junio de 2017      | La Laguna                | España    | Pabellón Insular Santiago Martín         |
| 28 de junio de 2017      | Burgos                   | España    | Auditorio Fórum Evolución Burgos         |
| 30 de junio de 2017      | Badajoz                  | España    | Auditorio del Recinto Ferial de Badajoz  |
| 7 de julio de 2017       | Vigo                     | España    | Auditorio Mar de Vigo                    |
| 8 de julio de 2017       | La Coruña                | España    | Palacio de la Ópera                      |
| 14 de julio de 2017      | El Hierro                | España    | Polideportivo de Valverde                |
| 22 de julio de 2017      | Málaga                   | España    | Plaza de Toros La Malagueta              |
| 24 de julio de 2017      | Santander                | España    | Campa de La Magdalena                    |
| 28 de julio de 2017      | El Puerto de Santa María | España    | Real Plaza de Toros de El Puerto         |
| 29 de julio de 2017      | Águilas                  | España    | Plaza Antonio Cortijos                   |
| 4 de agosto de 2017      | Algeciras                | España    | Plaza de Toros Las Palomas               |
| 5 de agosto de 2017      | Cabra                    | España    | Auditorio Alcalde Juan Muñoz             |
| 11 de agosto de 2017     | Huelva                   | España    | Foro Iberoamericano de La Rábida         |
| 12 de agosto de 2017     | Herrera del Duque        | España    | Plaza de Toros de Herrera del Duque      |
| 18 de agosto de 2017     | Sant Feliu de Guíxols    | España    | Recinto Espai Port                       |
| 19 de agosto de 2017     | Salou                    | España    | Plaza de las Comunidades Autónomas       |
| 22 de agosto de 2017     | Bilbao                   | España    | Abandoibarra                             |
| 24 de agosto de 2017     | Almería                  | España    | Recinto de Conciertos del Ferial         |
| 26 de agosto de 2017     | Martos                   | España    | Auditorio Municipal de Martos            |
| 2 de septiembre de 2017  | Daimiel                  | España    | Auditorio Municipal de Daimiel           |
| 8 de septiembre de 2017  | Murcia                   | España    | Cuartel de Artillería                    |
| 9 de septiembre de 2017  | Ubrique                  | España    | Plaza de Toros de Ubrique                |
| 23 de septiembre de 2017 | Salamanca                | España    | Multiusos Sánchez Paraíso                |
| 7 de octubre de 2017     | Ávila                    | España    | Pabellón Cubierta Multiusos              |
| 11 de octubre de 2017    | Zaragoza                 | España    | Escenario del Parking Norte              |
| 14 de octubre de 2017    | Córdoba                  | España    | Teatro de la Axerquía                    |
| 22 de octubre de 2017    | San Sebastián            | España    | Auditorio Kursaal                        |
| 27 de octubre de 2017    | Alicante                 | España    | Auditorio de la Diputación de Alicante   |
| 28 de octubre de 2017    | Palma de Mallorca        | España    | Auditorium de Palma de Mallorca          |
| 11 de noviembre de 2017  | Albacete                 | España    | Palacio de Congresos de Albacete         |
| 18 de noviembre de 2017  | Ciudad de México         | México    | Teatro Metropólitan                      |
| 23 de noviembre de 2017  | Buenos Aires             | Argentina | Teatro Gran Rex                          |
| 6 de diciembre de 2017   | Madrid                   | España    | WiZink Center                            |
| 16 de diciembre de 2017  | Elche                    | España    | Pabellón Esperanza Lag                   |
| 20 de enero de 2018      | Barcelona                | España    | Palau Sant Jordi                         |
| 2 de febrero de 2018     | Tarragona                | España    | Palau Firal i de Congressos              |
| 3 de febrero de 2018     | Gerona                   | España    | Auditori de Girona                       |
| 17 de febrero de 2018    | Pamplona                 | España    | Auditorio Baluarte                       |
| 24 de febrero de 2018    | Buenos Aires             | Argentina | Teatro Colón                             |
| 25 de febrero de 2018    | Buenos Aires             | Argentina | Teatro Colón                             |
| 23 de marzo de 2018      | Lisboa                   | Portugal  | Aula Magna Lisboa                        |

## Conciertos no celebrados
A continuación se pueden ver los conciertos suspendidos de la gira, con la correspondiente razón.
| Fecha                    | Ciudad | País   | Recinto                      | Motivo de cancelación | Estado                        |
| ------------------------ | ------ | ------ | ---------------------------- | --------------------- | ----------------------------- |
| 9 de agosto de 2017      | Gandía | España | Puerto de Gandía             | Meteorología          | Cancelado                     |
| 16 de septiembre de 2017 | Madrid | España | Plaza de Toros de Las Ventas | Recinto no apto       | Reprogramado (6 de diciembre) |

## Gira promocional
| Fecha                   | Ciudad   | País   | Recinto                    | Motivo                    |
| ----------------------- | -------- | ------ | -------------------------- | ------------------------- |
| 19 de noviembre de 2016 | Madrid   | España | Sala Galileo Galilei       | Concierto de presentación |
| 30 de noviembre de 2016 | Madrid   | España | Teatro Kapital             | Concierto benéfico VIH    |
| 13 de diciembre de 2016 | Madrid   | España | Gymage Lounge Resort       | Concierto promocional     |
| 16 de marzo de 2017     | Tenerife | España | Recinto Ferial de Tenerife | Premios Cadena Dial       |
| 19 de marzo de 2017     | Madrid   | España | Hard Rock Café Madrid      | Acústico de Cadena 100    |
| 25 de marzo de 2017     | Madrid   | España | WiZink Center              | La Noche de Cadena 100    |